# Gynoplistia (Gynoplistia) patruelis patruelis
Gynoplistia (Gynoplistia) patruelis patruelis is een ondersoort van de tweevleugelige Gynoplistia (Gynoplistia) patruelis uit de familie steltmuggen (Limoniidae). De ondersoort komt voor in het Australaziatisch gebied.